# Anse-Bertrand
Anse-Bertrand è un comune francese di 10 663 abitanti situato nella parte più settentrionale dell'isola di Grande-Terre e facente parte del dipartimento d'oltre mare di Guadalupa.
In questa città e nato il culturista Serge Nubret.

## Gemellaggio
- Columbus (Ohio), dal 1994